# Álvaro Becerra

Álvaro Becerra Sotero (n. Islay, Arequipa, 7 de octubre de 1928-13 de septiembre de 2014) fue un ingeniero civil y político peruano.

## Biografía
Hijo de Federico Becerra Cabello y Catalina Sotero Espino. Nació en Mollendo en la Provincia de Islay, Arequipa.
Realizó sus estudios escolares en el Colegio de la Inmaculada de la ciudad de Lima.
Estudió Ingeniería civil en la Pontificia Universidad Católica del Perú. Realizó una maestría en concreto pretensado en París, Francia.
Fue Presidente del Directorio del Banco Industrial del Perú.
Fue regidor de la Municipalidad de Lima durante la gestión de Eduardo Orrego Villacorta.
Fue Presidente de la Empresa Peruana de Servicios Pesqueros.
El 11 de abril de 1984, el presidente Fernando Belaúnde Terry lo designó como Ministro de Industria, Turismo, Integración y Negociaciones Comerciales Internacionales, cargo en el que permaneció hasta el final del gobierno.
Ha sido miembro del comité consultivo de la Universidad del Pacífico.
Fue Director Ejecutivo de Mitsui del Perú y miembro del directorio de B&S Consultores.
En las elecciones municipales de 2006 postuló como regidor del distrito de San Isidro por el partido San Isidro Seguro. Fue elegido como concejal para el periodo 2007-2010.
Falleció en Lima en 2014.

## Publicaciones
- Bases para la formulación de un plan de desarrollo (1985)
- Yo Ministro (1984-1985). Testimonio de buen gobierno (2015). Póstumo

## Reconocimientos
- Orden El Sol del Perú en el grado de Gran Oficial (1985).